# Toyotomi Hideyori

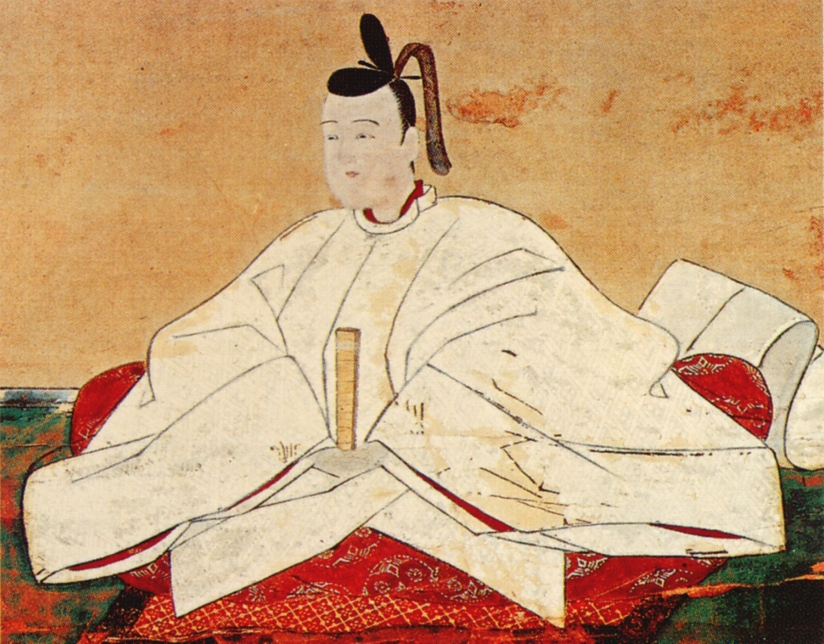
Toyotomi Hideyori

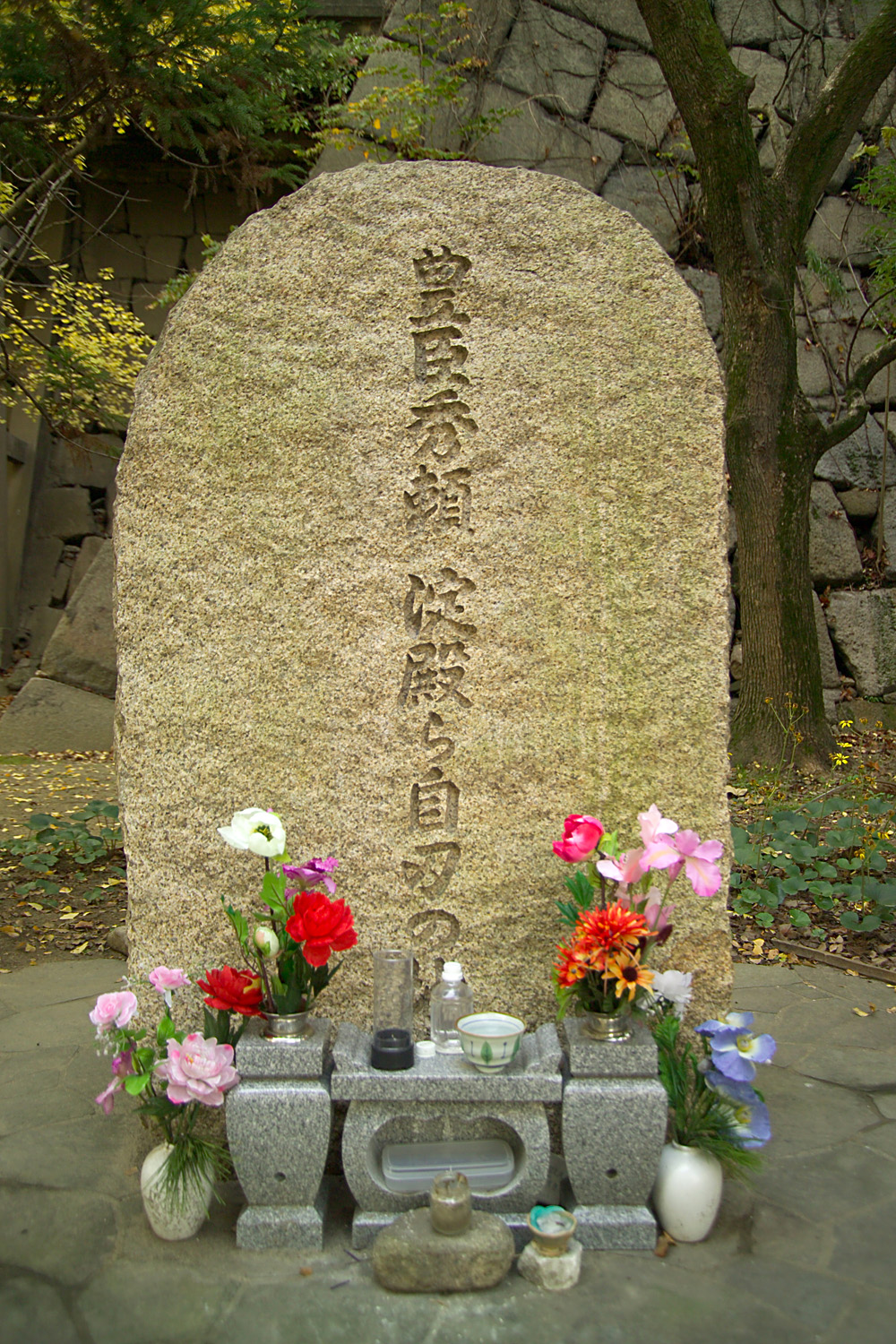
Ubicación del lugar donde se suicidaron Hideyori y Yodogimi en el Castillo de Osaka.

Toyotomi Hideyori (豊臣 秀頼?   1593-5 de junio de 1615) fue el hijo y sucesor del general Toyotomi Hideyoshi. Su madre, Yodogimi era sobrina de Oda Nobunaga.

## Biografía
A la muerte de Hideyoshi en 1598, los integrantes del Consejo de los Cinco Grandes Ancianos que había designado antes de su muerte para su sucesión comenzaron a pelear por el poder político entre ellos. Tokugawa Ieyasu tomó el control del país en el año 1600, después de su victoria en la Batalla de Sekigahara. Hideyori se casó con la nieta de Ieyasu, Senhime, de tan solo siete años de edad, para asegurarle su lealtad al clan Tokugawa, pero Ieyasu aun veía a Hideyori como una amenaza potencial, por lo que decidió atacarlo en el Asedio de Osaka en el invierno de 1614. El asedio fracasó pero Hideyori se vio obligado a firmar un tratado en el cual aceptaba desmantelar las defensas del castillo de Osaka.
En abril de 1615, Ieyasu recibió noticias de que Hideyori estaba juntando tropas y estaba tratando de impedir que se tapara el foso del castillo, por lo que ordenó a sus tropas que atacaran las fuerzas del shōgun cerca de Osaka. El 5 de junio de 1615, al ir perdiendo la batalla, las fuerzas de Hideyori se debilitaron y fue perseguido al interior del castillo. Al no poder hacer frente al ejército invasor, Hideyori cometió seppuku. Este fue el levantamiento de mayor importancia en contra del clan Tokugawa en los siguientes 250 años que duraría el shogunato.
El hijo de Hideyori, Kunimatsu, de siete años de edad, fue capturado y decapitado; su hija fue enviada a Tōkei-ji, un convento de Kamakura, donde se convirtió en abadesa.